# Гледіс Калема-Зікусока
Гледіс Калема-Зікусока (англ. Gladys Kalema-Zikusoka; нар. 8 січня 1970) — угандійська ветеринарка, приматолог, активістка захисту тварин.

## Біографія
Гледіс захоплювалась тваринами ще у дитинстві. У віці 12 років створила клуб дикої природи у своїй школі. Організувала шкільні екскурсії в Національний парк королеви Єлизавети. Після школи отримала стипендію на навчання у Королівському ветеринарному коледжі Лондонського університету. Одружилася з підприємцем Лоуренсом Зікусокою. У них народилось двоє дітей.

### Кар'єра
У віці 25 років Калема-Зікусока призначена ветеринарним офіцером Служби дикої природи Уганди, яка пізніше об'єдналася з Національними парками Уганди в Управління дикої природи Уганди Вона була першою жінкою в країні, яка зайняла таку посаду. Завданням Гладіс стало відновлення природоохоронних територій, що занепали під час громадянської війни в Уганді.
В рамках свого ветеринарного дослідження вона визначила передачу паразитів від людини до гірських горил як значного фактору ризику для горил. Гладіс Калема-Зікусока, Лоуренс Зікусока та Стівен Рубанда заснували «Conservation Through Public Health» — некомерційну організацію, що базується в Уганді та США, та яка проводить програми, що захищають горил та інших тварин від ризику людського та тваринного походження, зменшують захворювання людей і тварин у районпх дикої природи; що раціоналізують планування сім'ї, використовують інформаційно-комунікаційні технології як для підтримки місцевого розвитку, так і для навчання людей про довкілля. Калема-Зікусока є генеральним директором організації.
Про Калему-Зікусоку телеканал BBC зняв документальний фільм «Gladys the African Vet». У 2009 році вона отримала Золоту премію Волті за свою роботу зі збереження природи.